# 佐阿利
佐阿利（義大利語：Zoagli），是意大利热那亚省的一个市镇。总面积7.6平方公里，人口2574人，人口密度338.7人/平方公里（2009年）。ISTAT代码为010067。